# Contea di Cape Girardeau
La contea di Cape Girardeau in inglese Cape Girardeau County è una contea dello Stato del Missouri, negli Stati Uniti. La popolazione al censimento del 2000 era di 68 693 abitanti. Il capoluogo di contea è Jackson